# Burladingen
Burladingen (pronunciación en alemán: /ˈbʊʁladɪŋən/ⓘ) es una ciudad Alemania perteneciente al Distrito de Zollernalb, en Baden-Württemberg y con capital en Balingen. 

## Localización
La ciudad de Burladingen está enclavada en el corazón de la Jura de Suabia, en el estado federado de Baden-Wurtemberg (suroeste de Alemania). Se sitúa a 24 km de la ciudad de Reutlingen.

## Economía
Burladingen es sede de la empresa de ropa deportiva más grande de Alemania, llamada Trigema. Es la única empresa de ropa que hay en la ciudad, a pesar de que Burladingen fue un importante centro de la industria textil en Alemania.